# Pierluigi de Mas
Pierluigi de Mas (Padova, 18 aprile 1934 – Milano, 7 maggio 2005) è stato un disegnatore, regista, animatore e direttore artistico italiano.

## Biografia
È nato a Padova il 18 aprile 1934. Vent'anni dopo la sua nascita, nel 1954 inizia la sua carriera nello Studio Tris; nel 1957 fonda con altri la Cartoons film che lavorerà soprattutto per Carosello. Nel 1972 crea a Milano la Audiovisivi De Mas S.r.l. che diversifica i propri prodotti, realizzando anche filmati dal vero. Nel 1999 l'azienda si evolve e diviene la de Mas & Partners, di cui Pierluigi de Mas è responsabile artistico e amministratore unico fino al momento della prematura scomparsa il 7 maggio 2005.
Nel 1983 realizza il cartone animato di Superleo, sigla di apertura del Festival di Sanremo.
Dal 1991 al 1998 è stato presidente di Asifa Italia, costola dell'Association Internationale du Film d’Animation.
Dal 1998 al 2001 è stato vicepresidente di Cartoon Italia.
Nell'edizione 2008 della manifestazione Cartoons on the Bay, il premio "Pitch Me!" è stato dedicato alla memoria dell'autore, definito come il grande maestro dell'animazione italiana.

## Premi
- Festival di Zagabria 1974 - 1º premio serie tv per la serie Tofffsy
- Festival di Annecy 1983 - 1º premio "Advertising"
- Festival di Cannes 1984 - Video d'oro videoclip
- Festival di Helsinki 1991 - 1º premio "Education"
- Festival di Chicago 1992 - "Creative Excellence"

## Filmografia

### Serie animate
- Le avventure di Tofffsy (1976), 26 episodi da 6'
- Lalla nell'isola di Tulla (1985), 13 episodi da 2' (ispirato a Raffaella Carrà)
- Cocco Bill (2001 - 2004), 52 + 52 episodi (col totale di 104 di 2 stagioni) da 13'
- Le storie di Anna (2003)
- Street Football - La compagnia dei Celestini (2005)

### Alcuni tra i caroselli di maggior successo
- Baldo e Poldo (Lanerossi 1966)
- Sembra facile (Bialetti 1968)
- All il Mangiasporco (Unilit 1970)
- Faemino (Salda 1971)
- Orzo Bimbo Star (Tostato Brasil 1973)
- Terme di San Pellegrino (San Pellegrino 1963)
- Il Maestro Bombardone (San Pellegrino 1970)